# Ibis noir
Pseudibis papillosa
Espèce
Statut de conservation UICN

 LC  : Préoccupation mineure
L'Ibis noir (Pseudibis papillosa) est une espèce d'oiseaux, des échassiers de la famille des Threskiornithidae.

Aire de répartition de l'Ibis noir